# Ямпольский консервный завод
Ямпольский консервный завод — предприятие пищевой промышленности в городе Ямполь Ямпольского района Винницкой области Украины.

## История
Небольшой консервный завод в райцентре Ямполь был создан в 1920е годы, после образования Ямпольского района и в 1926 году вместе с маслодельным заводом являлся основным предприятием местной перерабатывающей промышленности.
В ходе Великой Отечественной войны Ямполь 17 июля 1941 года был оккупирован наступавшими немецко-румынскими войсками и включен в состав "Транснистрии", 17 марта 1944 года - освобождён советскими войсками. При отступлении гитлеровцы разграбили и полностью разрушили завод, однако к концу 1944 года он был восстановлен и возобновил работу.
Производственный план на 1950 год завод выполнил на 160 процентов. В 1950е годы началась масштабная программа озеленения райцентра, на улицах и на окраинах райцентра были высажены десятки тысяч декоративных и плодовых деревьев (только в парковой зоне у реки Днестр было высажено по одному дереву на каждого жителя).
В связи с увеличением количества плодовых деревьев, в начале семилетки колхоз имени Суворова был преобразован в садово-винодельческий совхоз. В дальнейшем, в связи с расширением ассортимента выпускаемой продукции плодоконсервный завод был переименован в Ямпольский консервный завод.
По состоянию на начало 1972 года завод выпускал овощные консервы, мясные консервы и фруктовые компоты в стеклянных банках, которые продавались на всей территории СССР.
В целом, в советское время завод входил в число крупнейших предприятий райцентра.
После провозглашения независимости Украины завод перешёл в ведение государственного комитета пищевой промышленности Украины.
В июле 1995 года Кабинет министров Украины утвердил решение о приватизации завода. В дальнейшем, государственное предприятие было преобразовано в открытое акционерное общество.

## Деятельность
Завод производит фруктовые и овощные консервы, а также фруктовые и овощные соки.